# Olhos Negros
Oci ciornie (bra/prt: Olhos Negros) é um filme ítalo-soviético-estadunidense de 1987, do gênero comédia dramático-romântica, dirigido por Nikita Mikhalkov, com roteiro dele, Aleksandr Adabashyan e Suso Cecchi d'Amico baseado em alguns contos de Anton Tchecov, principalmente "Dama s sobachkoy" (cirílico: Дама с собачкой).

## Sinopse
Durante uma viagem de barco, homem narra em flashbacks uma história de amor da juventude e ouve outra história de seu interlocutor.

## Elenco
- Marcello Mastroianni.... Romano
- Silvana Mangano .... Elisa, esposa de Romano
- Marthe Keller .... Tina, amante de Romano
- Yelena Safonova ... Anna Sergeyevna
- Vsevolod Larionov .... Pavel
- Dmitri Zolotukhin .... Konstantin

## Prêmios e indicações
| Prêmio                  | Categoria                          | Recipiente                                             | Resultado |
| ----------------------- | ---------------------------------- | ------------------------------------------------------ | --------- |
| BAFTA 1989              | Melhor filme em língua não inglesa | Silvia D'Amico Bendico, Carlo Cucchi, Nikita Mikhalkov | Indicado  |
| Oscar 1988              | Melhor ator                        | Marcello Mastroianni                                   | Indicado  |
| Festival de Cannes 1987 | Prêmio de interpretação masculina  | Marcello Mastroianni                                   | Venceu    |
| Festival de Cannes 1987 | Palma de Ouro (melhor filme)       | Palma de Ouro (melhor filme)                           | Indicado  |
| Globo de Ouro 1988      | Melhor filme estrangeiro           |                                                        | Indicado  |